# 方国南
方国南（1915年—1997年12月10日），中国人民解放军将领、中国人民解放军开国少将。
曾任广州市公安总队第二政委。1955年，授予中国人民解放军少将。